# Delminichthys adspersus
Delminichthys adspersus är en fiskart som först beskrevs av Heckel, 1843.  Delminichthys adspersus ingår i släktet Delminichthys och familjen karpfiskar. Inga underarter finns listade i Catalogue of Life.
Fisken blir upp till 90 mm lång. Den har stora ögon och fjällen är synliga eller inte.
Arten förekommer på västra Balkanhalvön i Kroatien, Bosnien och Hercegovina samt Montenegro i vattendrag som avvattnar mot Adriatiska havet. En av floderna är Neretva. Regionen är ett karstlandskap. Delminichthys adspersus besöker ibland vattendrag i grottor.
Beståndet hotas av vattenföroreningar och av torka. Utbredningsområdet är maximal 500 km² stort. IUCN kategoriserar arten globalt som sårbar.